# Лициније II
Валерије Лицинијан Лициније  (лат. Valerius Licinianus Licinius, рођ. 315. - умро 325. године), познат и као Лициније II, Лицинијан или Лициније Млађи, био је титуларни цезар тј савладар свог оца римског цара Лицинија од 317. до 324. године. Мајка му је била Констанција, полусестра Лицинијевог западног савладара, Константина . Иако је био Константинов сестрић погубљен је заједно са својим оцем 325. године.
У време када је Римско царство било подељене између четворице међусобно несложних августа, Константин, владар Галије, Британије и Хиспаније, и Лициније, владар подунавских и балканских провинција су крајем 311. или почетком 312. године склопили савез. Константин је своју осамнаестогодишњу сестру Констанцију верио за више него дупло старијег Лицинија и венчање је обављено нешто касније, фебруара 313. у Милану. До краја 313. Константин је био господар свих територија Римског царства западно од Италије, а Лициније крајева источно од Апенинског полуострва.
Констанција је Лицинију родила сина у јулу или августу 315. године. Иако је овај догађај требало да зближи два амбициозна савладара он је вероватно убрзао њихов сукоб пошто се показало да и Лициније може да рачуна на династичку будућност. Први грађански рат између Константина и Лицинија вођен је у току 316. године. Током битке код Цибале, која се одиграла 8. октобра 316. године, Лициније је са мајком боравио у царској резиденцији Сирмијуму (данас Сремска Митровица). Након изгубљене битке август Лициније је своју породицу и царску ризницу преместио у Сердику одакле је још једном повео војску на Константина. После нове тешке битке, савладари су склопили мир али је Лициније морао да преда све територије у Европи сем Тракије. Константин је заузврат 1. марта 317. у Сердики (данас Софија) прогласио за цезаре своје синове Криспа и Константина  и сестрића Лицинија II. Два августа су између себе уговорила и конзуларне парове за наредних неколико година тако да је 319. мали Лициније био титуларни источни конзул док је његов западни конзул био ујак Константин.
Међутим, 321. конзули су другу годину заредом били Константинови кандидати и Лициније је у револту у источном делу царства прогласио за конзуле свог сина и себе. Тако су од 321. па до Лицинијевог коначног пораза 324. године источни и западни део Римског царства имали своје конзулске парове непризнате од друге стране. Други грађански рат Константин је у потпуности добио и Лициније је најпосле побеђен у близини Халкедона на малоазијској обали Мраморног мора 18. септембра 324. године. Сутрадан је Констанција посетила Константинов војни логор и замолила га да поштеди живот њеном мужу и сину. Константин Велики је пристао и положио заклетву да ће поштовати договорено, али се Лициније морао повући у приватан живот. Лициније II је са родитељима интерниран у Солун где су живели под надзором. Највероватније почетком 325. године Константин је наредио ликвидацију Лицинија и његовог малог сина. По каснијој традицији Лициније је убијен зато што је из Солуна покушао да побуни балканске легије.
О Лицинију II не знамо готово ништа сем да му је васпитач био је Флавије Оптат, будући угледни великодостојник у служби цара Константина. Његова мајка Констанција (умрла 330. год.) је после губитка породице живела на двору свог полубрата Константина.
Познато нам је и да је Лициније имао још једног сина кога му је родила конкубина. Овај младић, чије нам име није остало забележено, после 336. је сведен на статус роба и послат у далеку Картагину да ради у државној ткачници. Неколицина историчара је двојицу Лицинијевих злосрећних синова без много основа стопила у једну личност.